# Gino Vasirani
Gino Vasirani (Reggio Emilia, 4 maggio 1921 – Reggio Emilia, 21 agosto 2010) è stato un calciatore italiano, di ruolo portiere.

## Carriera

### Club
Cresciuto nella Reggiana, vi tornò alla fine della carriera; nelle 102 presenze complessive con la maglia della sua città subì 128 reti. Il suo passaggio alla Roma nella stagione 1946-1947 fu conteso tra il Bologna ed il Modena e scatenò un caso dibattuto.

## Altre attività
Nel 1974 fece costruire l'Hotel Europa di Reggio Emilia, completamente rinnovato nel 2007 a seguito della cessione dello stabile